# Леді Дімітреску
Альсіна Дімітреску ([ɑːltʃiːnɑː dɪmɪtrɛsk]; яп. オ ル チ ー ナ ・ ド ミ ト レ ス ク / Оручіна Доміторесуку), більш відома як Леді Дімітреску — антагоніст, і один із персонажів відеогри жанру survival horror Resident Evil Village, яка була створена японською компанією Capcom. Одна з головних антагоністичних фігур гри, вона представлена як гігантська дворянка з рисами, схожими на вампіра, яка проживає зі своїми трьома дочками в замку Дімітреску, її твердині в околицях титульного румунського села, з яким зіткнувся головний протагоніст Ітан Вінтерс. Дімітреску є однією з чотирьох лордів, які керують селищем під наглядом керманички, відомої як Мати Міранда.
Після перших демонстрацій Village, випущених Capcom у період з кінця 2020 року до початку 2021 року, леді Дімітреску несподівано здобула популярність на міжнародному рівні, ставши предметом значної кількості фанатських робіт, включаючи фан-арти, косплеї, меми та еротику. Журналісти та коментатори взяли до уваги тенденцію, яка почалася задовго до виходу гри 7 травня 2021 року, пояснюючи швидкий сплеск інтересу шанувальників до персонажу різними аспектами її зовнішності та сексуальної привабливості.

## Концепція та створення
Леді Дімітреску, створена Capcom для відеоігри Resident Evil Village 2021 року, народилася з бажання створити харизматичного героя фатальної жінки. Вона розроблена як антагоніст «заворожуючого вампіра» як частина зусиль розробника переглянути коріння франшизи Resident Evil. Димитреску слід вимовляти англійською мовою як Димитріск, а остання буква «u» не вимовляється. Характер натхненний образо угорської дворянки Елізабет Баторі з 16 століття, японською міською легендою і інтернет — привидом історії Хасшаку-сама (або Хачішаку-сама), і зображеним Анджелікою Г'юстон персонажем Мортіції Аддамс з The Addams Family. В аспектах характеристики Дімітреску також згадується Рамон Салазар із Resident Evil 4, мініатюрний лиходій, який, як кажуть, резонував у багатьох гравців як незабутній антагоніст.
За словами Томонорі Такано, артдиректора Resident Evil Village, команда розробників мала намір відійти від використання спрощених елементів, таких як зомбі, щоб налякати гравців, а натомість зосередилася на створенні унікальних ситуацій та пам'ятних персонажів, які по-новому створювали б страх, продовжуючи тенденцію розпочату в Resident Evil 7: Biohazard, попереднику Village. Бос-персонаж району Замку Дімітреску, леді Дімітреску представлена як майже невразливий ворог з довгими висувними гострими кігтями, що тягнуться від кінчиків її пальців. Дімітреску запрограмована переслідувати контрольованого гравцями Ітана Вінтерса по всьому своєму замку; її покликано постійно ухилятись від гравця, подібно до пана Х з Resident Evil 2 та його ремейку 2019 року або членів родини Бейкер з Resident Evil 7 .
Дімітреску наказує своїм «дочкам» Белі, Кассандрі та Даніелі в якості своїх підлеглих — продукти її експериментів з паразитом Каду, тіла якого складаються з імітаційних мух, які об'єднуються у форми трупів, які вони пожирали, і можуть процвітати лише в стінах замку. Замок Дімітреску спочатку замислювався як населений «десятками на десятках» дочок Димитреску, але в кінцевому підсумку сім'я складаєтьсяє з Альсини Димитреску та її трьох дочок. Дімітреску та її дочки, які змагаються між собою за увагу та схвалення матері, харчуються кров'ю людини, щоб підтримувати себе, а останки жертв чоловічої статі викидають і залишають у розп'ятому стані за межами замку Дімітреску. Кажуть, що Дімітреску дуже захищає своїх дочок по материнській лінії, до чого розробники підійшли, представивши її історію як паралельну історію власної родини Ітана, яку він також намагається захистити.
Висота Дімітреску становить 2,9 метра або приблизно 9 футів 6 дюймів, беручи до уваги її капелюх і високі підбори. Оскільки Такано хотів уникнути типових готичних образів, пов'язаних з минулими іграми Resident Evil, а також жанром жахів в цілому, візуальний дизайн Дімітреску посилається на модні тенденції епохи 1960-х, тоді як одяг сестер тонко вишитий квітковими візерунками. Леді Дімітреску вперше з'явилася в ранньому прототипі, який використовував модель дружини Ітана Мії Вінтерс із Resident Evil 7, але з шапкою та сукнею, що надали їй схожості на привида, але не такого, що надто лякає. Команда масштабувала модель в грі і виявила, що додаткові аксесуари забезпечують цей необхідний елемент.